# Paronychodon
A Paronychodon (jelentése: „karomfog mellett”) theropoda dinoszaurusz nemzetség volt. Ez egy fogtaxon, amit gyakran kétesnek tartanak, az ősmaradványok töredékes megtartása miatt. Ráadásul ezek számos különböző időből és helyről származnak, ugyanakkor más maradványuk nincs, ezért formális taxonnak kell tekinteni.
A típusfaj, amelyet Edward Drinker Cope nevezett el 1876-ban a paronychodon lacustris, ez a montanai Judith folyó formációból származik, 75 millió évvel ezelőttről, vagyis a campaniai időszakaszból. A holotípus az AMNH 3018. A maradvány körülbelül egy centiméter hosszú, hosszúkás, visszahajló, recézettség nélküli fog, amely alacsony függőleges gerincekkel és D alakú keresztmetszettel. A belső oldala pedig lapított. Cope először azt hitte, hogy a fog egy plesiosaurhoz tartozik, de ugyanabban az évben rájött, hogy egy húsevő dinoszauruszt képvisel.
A második faj, a Paronychodon caperatus, Észak-Dakota, Montana és Dél-Dakota Hell Creek képződményéből és Wyoming Lance formációból ismert (legfiatalabb maastrichti stádium, 66 millió évvel ezelőtti). Eredetileg Othniel Charles Marsh 1889-ben a Tripriodon emlős nemzetséghez tartozónak gondolta. George Olshevsky 1991-ben a Paronychodonba helyezte el. A határozás az YPM 10624 holotípuson alapszik, amely a P. lacustris holotípusához közel álló, de valamivel nagyobb fog. 1995-ben Olshevsky átnevezte a Laelaps explanatus Cope 1876-ot Paronychodon explanatusra. Manapság a taxon Saurornitholestes fogain alapszik.

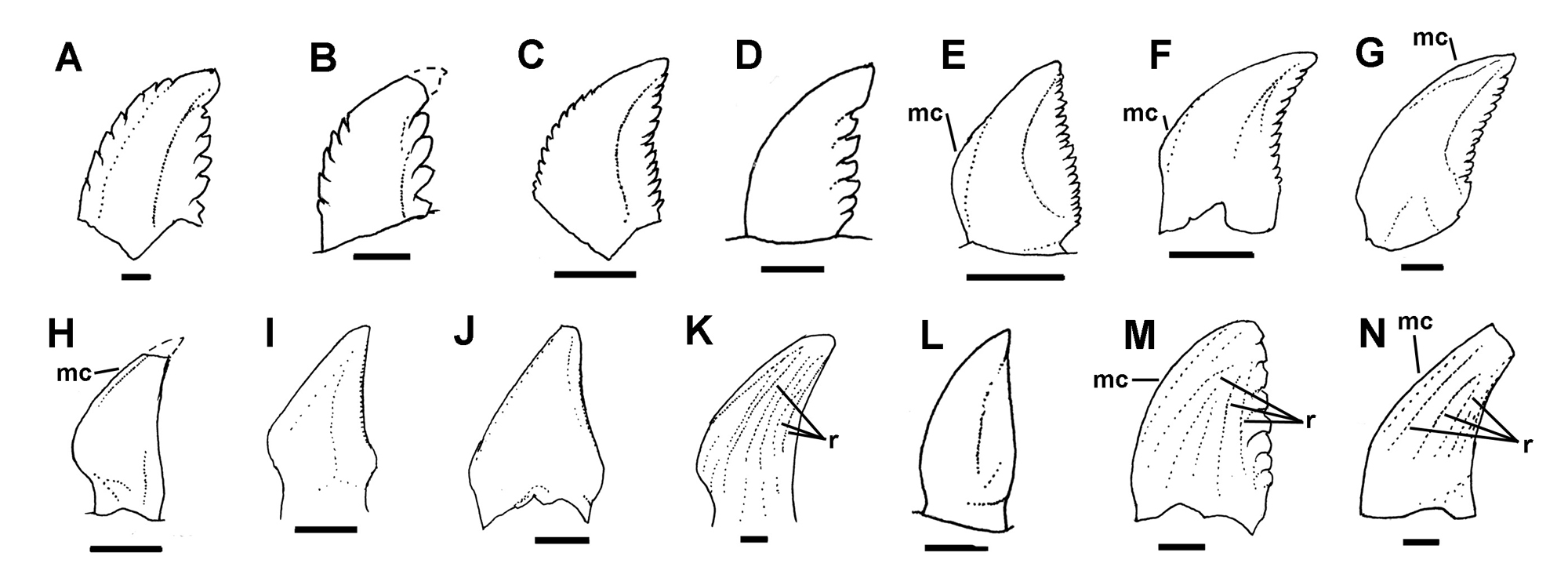
Troodontid fogak összehasonlítása

Nagyon sok más leletet tartanak Paronychodonnak. Ezek az anatómiájuk egy részében vagy egészében megfelelnek ezeknek a fogaknak. Egy részük recézett fogakat, alacsony fogakat és lapított oldal nélküli fogakat tartalmaz. Ezek az általános "Paronychodon" típusú fogak nagyon sokféle időpontból és helyről kerültek elő, ideértve a Spanyolország kora kréta időszaki Una-képződményét is, amely a 125 millió évvel ezelőtti barrémiai időre nyúlik vissza.
A paronychodont coelurosauria, ornithomimosaurának, dromaeosauridának, archaeopterygidnak és troodontidnak is tekintették már. Míg a legtöbb kutató ezért úgy gondolja, hogy egyszerűen meghatározatlan theropoda fogakat képviselnek, mások szerint pedig Deinonychosauria. A Paronychodonhoz rendelt fogak mind kicsik, és különféle juvenilis deinonychosaurusoktól származhatnak. Soha nem találtak olyan felnőttek állattól származó állkapcsokat, amelyekben ezekkel a fogakkal azonosítható fogak lennének. Marsh azt javasolta, hogy az ilyen fogak patológiásak, amik akkor alakultak ki, amikor az alsó állkapocs első fogai véletlenül egymáshoz nőttek az állkapocs varratán. 1990-ben Philip J. Currie is fejlődési rendellenességre jutott, és azt gondolta, hogy a lapos oldal abból adódik, hogy a fog túl hosszú ideig marad a fogüreg belső falán. A recézettséggel rendelkező példányok tehát egyszerűen deviáns dromaeosaurid fogak lennének; a recézettség nélküli fogak azonban külön taxont vagy taxonokat jelenthetnek. Sunny Hwang egyik tanulmánya kimutatta, hogy a fogzománc megegyezik a Byronosaurus -szal, amely olyan troodontid, amely fiatal egyedeiről tudjuk, hogy a fogaikon nem volt recézettség.
Számos taxont alkalmanként a Paronychodon szinonimájának tekintenek, bár kevés a konszenzus. A Paronychodont 1876-ban Cope írta le, a Zapsalishoz hasonlónak látta, ami egy másik fogtaxon. Ezt maga is gyakran tekintette a Richardoestesia szinonimájának, ami egy lehetséges dromaeosaurida. A Richardoestesia isosceles Julia Sankey tanulmánya szerint a Paronychodon hosszúkás, úgynevezett "A típusú" fogainak szinonimái, amihez a Paronychodon holotípus is tartozik. Az eurázsiai Euronychodonfognemzetséget néha Paronychodon (junior) szinonimájának is tekintik.

## Fordítás
- Ez a szócikk részben vagy egészben  a   Paronychodon című angol Wikipédia-szócikk ezen változatának fordításán alapul.  Az eredeti cikk szerkesztőit annak laptörténete sorolja fel. Ez a jelzés csupán a megfogalmazás eredetét és a szerzői jogokat jelzi, nem szolgál a cikkben szereplő információk forrásmegjelöléseként.